# Уайлдер, Билли
Би́лли Уа́йлдер (англ. Billy Wilder, имя при рождении — Самуил Вильдер (нем. Samuel Wilder); 22 июня 1906, Суха, Галиция, Австро-Венгерская империя — 27 марта 2002, Беверли-Хиллз, штат Калифорния, США) — американский кинорежиссёр и сценарист, в продолжение полувека снявший более шестидесяти фильмов и удостоенный семи наград американской киноакадемии, из них шесть «Оскаров» (1946, 1951, 1961) и один — Приз памяти Ирвинга Дж. Талберга — «за высокое качество общего творческого вклада в киноискусство» (1988).

## Биография
Билли Уайлдер родился в еврейской семье в Галиции Австро-Венгерской империи, в городе Суха-Бескидзке. Его отец Макс Вильдер был управляющим гостиничной сетью, мать Евгения Дитлер — домохозяйкой. Поступив в Венский университет, намереваясь получить образование юриста, после года обучения оставил его, чтобы стать сотрудником одной из ведущих венских газет. В 1920-е годы работал журналистом в Берлине, где начал писать сценарии для немых кинофильмов. В 1929—1933 годах по его сценариям поставлены, в частности, такие фильмы, как «Эмиль и сыщики», «Человек, который искал своего убийцу». После прихода к власти нацистов эмигрировал во Францию, а затем в Соединённые Штаты. Его мать, отчим и бабка погибли в Освенциме.
Уайлдер приехал в Лос-Анджелес без денег и не зная английского языка. Он прибыл туда вместе с актёром Петером Лорре и несколько лет жил в крайней бедности, перебиваясь доходами от писания совместных сценариев. Поворотный момент в его творческой биографии наступил, когда он познакомился со сценаристом Чарлзом Брэккеттом. Их длительное и плодотворное сотрудничество началось с фильма «Восьмая жена Синей Бороды» (1938) и продолжалось до 1950 года, и его результатом стал целый ряд блестящих сценариев и кассовых хитов американского кино конца 1930-х — начала 1940-х годов. По их сценариям поставлены такие успешные комедии, как «Полночь» (1939) Лейзена, «Ниночка» (1939) Любича (главную роль в которой сыграла Грета Гарбо) и «С огоньком» (1941) Хоукса. После этих больших удач, начиная с 1942 года, Уайлдер и Брэккетт расширили сферу своей совместной деятельности, занявшись также продюсированием и режиссурой. Как самостоятельный режиссёр Уайлдер дебютировал комедией «Майор и малютка» (1942).
В 1944 году Уайлдер снимает один из первых своих фильмов в жанре нуар — «Двойная страховка». Сценарий к нему был написан им совместно с известным автором детективных романов Раймондом Чандлером.
Во второй половине сороковых и в пятидесятых годах Уайлдер — один из самых востребованных режиссёров Голливуда. Ключом к успеху Уайлдер считал обдуманный подбор сценария, предельное внимание к сюжету, меткость и афористичность реплик, углублённую работу с актёрами. Картины Уайлдера этих лет посвящены таким нетипичным для Голливуда темам, как алкоголизм, нацистские концлагеря, проституция и бессмысленность современной жизни.
Среди его режиссёрских успехов, отмеченных премиями «Оскар», — «Потерянный уикенд» (1945), «Бульвар Сансет» (1950) и «Квартира» (1960).
Начиная с фильма «Зуд седьмого года» (1955), основным жанром в творчестве Уайлдера становится комедия в самых разнообразных проявлениях: комедия-фарс («В джазе только девушки», 1959), романтическая комедия («Любовь после полудня», 1957), комедия с оттенком сатиры («Квартира», 1960). Почти все эти ленты основаны на сценариях И. А. Л. Даймонда, с которым Билли Уайлдер сотрудничал с 1955 года. Излюбленными актёрами Уайлдера тех лет были Джек Леммон, Мэрилин Монро, Одри Хепбёрн.
Несмотря на интерес режиссёра к социальным драмам, за Уайлдером закрепилась репутация крупнейшего мастера комедии в истории звукового американского кино. В сотне самых смешных голливудских фильмов, составленной Американским институтом киноискусства, больше всех картин принадлежит Уайлдеру, в том числе лента, возглавляющая список, — «В джазе только девушки». Сам же режиссёр, объясняя свой интерес к жанру комедии, говорил: «Сейчас, когда я думаю о моих фильмах, мне кажется, что когда я был чем-то расстроен, то обязательно делал комедию. И наоборот, в состоянии душевного подъёма мне хотелось снимать нечто трагическое. Наверно, я делал это вполне бессознательно. Но могу сказать с полной ответственностью, что в процессе работы над комедией я избавлялся от депрессии. Фильмы были для меня чем-то вроде психоанализа».
Во многом итоговая, комедия Уайлдера «Квартира» была удостоена нескольких «Оскаров» (в том числе в категории «Лучший фильм»).
В сентябре 2017 года Билли Уайлдер возглавил рейтинг топ-100 сценаристов в истории кинематографа, который опубликовал портал Vulture.
Скончался от воспаления лёгких в своём доме в Лос-Анджелесе.

## Фильмография
- 1934 — Плохая кровь / Худое семя / Mauvaise graine (Франция)
- 1938 — Восьмая жена Синей Бороды / Bluebeard's Eighth Wife — автор сценария
- 1939 — Полночь / Midnight — автор сценария
- 1939 — Ниночка / Ninotchka — автор сценария
- 1940 — Воскресни, любовь моя / Arise, My Love — автор сценария
- 1941 — С огоньком / Ball of Fire — автор сценария
- 1941 — Задержите рассвет / Hold Back the Dawn — автор сценария
- 1942 — Майор и малютка / The Major and the Minor
- 1943 — Пять гробниц по пути в Каир / Five Graves to Cairo
- 1944 — Двойная страховка / Double Indemnity
- 1945 — Потерянный уик-энд / The Lost Weekend
- 1948 — Императорский вальс / The Emperor Waltz
- 1948 — Зарубежный роман / A Foreign Affair
- 1950 — Бульвар Сансет / Sunset Blvd.
- 1951 — Туз в рукаве / Ace in the Hole
- 1953 — Лагерь для военнопленных № 17 / Stalag 17
- 1954 — Сабрина / Sabrina
- 1955 — Зуд седьмого года / The Seven Year Itch
- 1957 — Дух Сент-Луиса / The Spirit of St. Louis
- 1957 — Любовь после полудня / Love in the Afternoon
- 1957 — Свидетель обвинения / Witness for the Prosecution
- 1959 — В джазе только девушки / Some Like It Hot
- 1960 — Квартира / The Apartment
- 1961 — Один, два, три / One, Two, Three
- 1963 — Нежная Ирма / Irma la Douce
- 1964 — Поцелуй меня, глупенький / Kiss Me, Stupid
- 1966 — Азарт удачи / The Fortune Cookie
- 1970 — Частная жизнь Шерлока Холмса / The Private Life of Sherlock Holmes
- 1972 — Аванти! / Avanti!
- 1974 — Первая полоса / The Front Page
- 1978 — Федора / Fedora
- 1981 — Друг-приятель / Buddy Buddy

## Награды «Оскар»
| Год                   | Награждение                       | Фильм                                                |
| Премия «Оскар»:       |                                   |                                                      |
| 1946                  | Лучший оригинальный сценарий      | Потерянный уикэнд                                    |
| 1946                  | Лучший режиссёр                   | Потерянный уикэнд                                    |
| 1951                  | Лучший оригинальный сценарий      | Бульвар Сансет                                       |
| 1961                  | Лучший оригинальный сценарий      | Квартира                                             |
| 1961                  | Лучший режиссёр                   | Квартира                                             |
| 1961                  | Лучший кинофильм                  | Квартира                                             |
| 1988                  | Приз памяти Ирвинга Дж. Тальберга | За высокое качество общего творческого вклада в кино |
| Номинации на «Оскар»: |                                   |                                                      |
| 1940                  | Лучший оригинальный сценарий      | Ниночка                                              |
| 1942                  | Лучший адаптированный сценарий    | Задержите рассвет                                    |
| 1942                  | Лучший оригинальный сюжет         | С огоньком                                           |
| 1945                  | Лучший адаптированный сценарий    | Двойная страховка                                    |
| 1945                  | Лучший режиссёр                   | Двойная страховка                                    |
| 1949                  | Лучший адаптированный сценарий    | Зарубежный роман                                     |
| 1951                  | Лучший режиссёр                   | Бульвар Сансет                                       |
| 1952                  | Лучший сюжет и сценарий           | Туз в рукаве                                         |
| 1954                  | Лучший режиссёр                   | Лагерь для военнопленных № 17                        |
| 1955                  | Лучший адаптированный сценарий    | Сабрина                                              |
| 1955                  | Лучший режиссёр                   | Сабрина                                              |
| 1958                  | Лучший режиссёр                   | Свидетель обвинения                                  |
| 1960                  | Лучший сценарий                   | В джазе только девушки                               |
| 1960                  | Лучший режиссёр                   | В джазе только девушки                               |
| 1967                  | Лучший оригинальный сценарий      | Азарт удачи                                          |